# El Garrobo
El Garrobo är en ort i Spanien.   Den ligger i provinsen Provincia de Sevilla och regionen Andalusien, i den sydvästra delen av landet, 400 km sydväst om huvudstaden Madrid. El Garrobo ligger 271 meter över havet och antalet invånare är 788.
Terrängen runt El Garrobo är platt åt sydväst, men åt nordost är den kuperad. Runt El Garrobo är det ganska glesbefolkat, med 42 invånare per kvadratkilometer. Närmaste större samhälle är Gerena, 10,8 km söder om El Garrobo. Omgivningarna runt El Garrobo är huvudsakligen savann.